# Dennis Srbeny
Dennis Srbeny (* 5. Mai 1994 in Berlin) ist ein deutscher Fußballspieler. Der Stürmer steht seit 1. Juli 2023 bei der SpVgg Greuther Fürth unter Vertrag.

## Karriere
Srbney begann das Fußballspielen in Berlin-Wedding beim BSC Rehberge 1945, dem er bis zum Alter von 14 Jahren angehörte. Er wechselte im Sommer 2013 nach weiterer Ausbildung bei Tennis Borussia Berlin und Hertha Zehlendorf in die Oberliga Nordost zur zweiten Mannschaft von Hansa Rostock. Dort entwickelte er sich rasch zum Stammspieler. Am 15. Februar 2014 debütierte Srbeny in der 3. Liga für die erste Mannschaft bei der 0:1-Niederlage gegen den 1. FC Heidenheim; er wurde in der 87. Minute für Alexandre Mendy eingewechselt. Im Mecklenburg-Vorpommern-Pokal 2014/15 erzielte der Mittelfeldspieler in der ersten Runde gegen den Lübzer SV einen Hattrick mit den Treffern zum 7:0, 8:0 und 9:0 und damit seine ersten Pflichtspieltore für die Profi-Mannschaft von Hansa Rostock.
Im Sommer 2015 wechselte Srbeny in die Regionalliga Nordost zum BFC Dynamo, bei dem er einen Zweijahresvertrag erhielt. Zur Saison 2017/18 unterschrieb er einen bis 2019 laufenden Vertrag beim Drittligisten SC Paderborn 07.
Nach neun Treffern und elf Torvorlagen für den SC Paderborn in 15 Spielen der Hinrunde schloss er sich im Januar 2018 dem englischen Zweitligisten Norwich City an, bei dem er einen Dreieinhalbjahresvertrag erhielt und traf hier unter anderem auf den deutschen Cheftrainer Daniel Farke. In der Saison 2018/19 feierte Srbeny mit Norwich die Zweitligameisterschaft und stieg in die Premier League auf. Insgesamt absolvierte Srbeny für die Canaries 43 Pflichtspiele, in denen er fünf Tore erzielte und eines vorbereitete.
Am 8. Januar 2020 kehrte der Angreifer zum damals in der Bundesliga spielenden SC Paderborn 07 zurück. Bei den Ostwestfalen unterschrieb er einen bis zum 30. Juni 2022 laufenden, ligaunabhängigen Vertrag. Diesen verlängerte er im April 2022 um ein weiteres Jahr.
Im Juni 2023 verließ Srbeny den SC Paderborn erneut und unterschrieb einen Vertrag bis 2026 beim Ligakonkurrenten SpVgg Greuther Fürth.

## Erfolge
FC Hansa Rostock
- Mecklenburg-Vorpommern-Pokal-Sieger: 2015

BFC Dynamo
- Berliner Landespokal-Sieger: 2017

SC Paderborn 07
- Westfalenpokal-Sieger: 2018

Norwich City
- Meister der EFL Championship und Aufstieg in die Premier League: 2019